# Campeonato Europeo Sub-18 1950
El Campeonato Europeo Sub-18 1950 se jugó del 25 al 28 de mayo en Austria y contó con la participación de 6 selecciones juveniles de Europa.
El anfitrión Austria venció en la final al campeón defensor Francia para ser campeón continental por primera ocasión.

## Participantes
| - Austria (anfitrión) - Inglaterra | - Francia - Luxemburgo | - Países Bajos - Suiza |

## Primera ronda
| Equipo 1     | Resultado | Equipo 2   |
| ------------ | --------- | ---------- |
| Inglaterra   | 1-2       | Luxemburgo |
| Países Bajos | 3-1       | Suiza      |

## Semifinales
| Equipo 1 | Resultado | Equipo 2     |
| -------- | --------- | ------------ |
| Austria  | 5-1       | Luxemburgo   |
| Francia  | 4-1       | Países Bajos |

## Quinto Lugar
| Equipo 1 | Resultado | Equipo 2   |
| -------- | --------- | ---------- |
| Suiza    | 1-2       | Inglaterra |

## Tercer lugar
| Equipo 1   | Resultado | Equipo 2     |
| ---------- | --------- | ------------ |
| Luxemburgo | 0-6       | Países Bajos |

## Final
| Equipo 1 | Resultado | Equipo 2 |
| -------- | --------- | -------- |
| Austria  | 3-2       | Francia  |

## Campeón
| Eurocopa Sub-18 1950 |
| -------------------- |
| Bandera de Austria   |
| Austria 1º Título    |